# 謝拉布魯克斯 (加利福尼亞州)
謝拉布魯克斯（英語：Sierra Brooks）是位於美國加利福尼亞州謝拉縣的一個人口普查指定地區。

## 地理
謝拉布魯克斯的座標為39°38′33″N 120°12′55″W / 39.64250°N 120.21528°W，而該地最高點為海拔高度1580米（即5180英尺）。

## 人口
根據2010年美國人口普查的數據，謝拉布魯克斯的面積為3.549平方千米，均為陸地。當地共有人口478人，而人口密度為每平方千米134人。